# Polyporivora nepalensis
Polyporivora nepalensis är en tvåvingeart som först beskrevs av Kessel 1966.  Polyporivora nepalensis ingår i släktet Polyporivora och familjen svampflugor. Inga underarter finns listade i Catalogue of Life.